# دوشیزه‌ماهی سرعسلی
دوشیزه‌ماهی سرعسلی (نام علمی: Dischistodus prosopotaenia) نام یک گونه از تیره شقایق‌ماهیان است.